# Ґархвалі (мова)
Ґархвалі або ґархвальська мова — індо-європейська мова групи пахарі народу ґархвалі, поширена в регіоні Ґархвал індійського штату Уттаракханд, одна з 325 офіційно визнаних мов Індії.
Ґархвалі є гірським діалектом, що розвинувся з середньовічного хінді. Протягом середньовічного періоду виникло багато діалектів хінді, так званих «апбхранш», один з яких, саурсені, привів до утворення західного хінді, раджастані і пахарі. У свою чергу, центральна гілка пахарі привіла до утворення двох мов Уттаракханду — ґархвалі та кумаоні.